# Seria A polska w rugby (1997)
Seria A polska w rugby (1997) – czterdziesty pierwszy sezon najwyższej klasy ligowych rozgrywek klubowych rugby union w Polsce. Tytuł mistrza Polski zdobyło Ogniwo Sopot, drugie miejsce zajęła Lechia Gdańsk, a trzecie AZS AWF Warszawa.

## Uczestnicy rozgrywek
W pierwszej części sezonu Serii A wzięło udział sześć najlepszych drużyn poprzedniego sezonu: Lechia Gdańsk, Ogniwo Sopot, AZS AWF Warszawa, Budowlani Łódź, Budowlani Lublin i Budowlani Olsztyn. W rundzie jesiennej stawkę drużyn walczących o udział w Serii A w kolejnym sezonie uzupełniły dwie najlepsze zespoły Serii B tego sezonu: Pogoń Siedlce i Posnania Poznań.

## Przebieg rozgrywek
Rozgrywki toczyły się systemem wiosna – jesień. Podzielone były na dwie fazy. W pierwszej sześć drużyn Serii A grało każdy z każdym, mecz i rewanż. Następnie cztery najlepsze zespoły Serii A grały o miejsca 1–4 i mistrzostwo Polski, każdy z każdym, mecz i rewanż, z zaliczeniem wyników uzyskanych wiosną. Z kolei dwa najsłabsze zespoły Serii A i dwa najlepsze zespoły Serii B grały o 5–8 miejsce i Puchar Ligi (każdy z każdym, mecz i rewanż). Drużyny z miejsc piątego i szóstego w kolejnym sezonie miały zagrać w Serii A, a z siódmego i ósmego – w Serii B.

### Pierwsza faza
Wyniki spotkań:
|                   | Lechia Gdańsk | Ogniwo Sopot | AZS AWF Warszawa | Budowlani Łódź | Budowlani Lublin | Budowlani Olsztyn |
| Lechia Gdańsk     | –             | 22:23        | 33:5             | 56:10          | 54:15            | 133:5             |
| Ogniwo Sopot      | 21:28         | –            | 40:3             | 29:3           | 58:3             | 71:0              |
| AZS AWF Warszawa  | 55:18         | 31:13        | –                | 36:20          | 60:14            | 81:7              |
| Budowlani Łódź    | 12:31         | 18:20        | 29:8             | –              | 29:16            | 9:0 (wo)          |
| Budowlani Lublin  | 10:24         | 29:27        | 12:24            | 18:20          | –                | 9:0 (wo)          |
| Budowlani Olsztyn | 13:64         | 0:46         | 5:35             | 46:0           | 14:30            | –                 |

### Druga faza

#### Rozgrywki o miejsca 1–4 i mistrzostwo Polski
Wyniki spotkań:
|                  | Lechia Gdańsk | Ogniwo Sopot | AZS AWF Warszawa | Budowlani Łódź |
| Lechia Gdańsk    | –             | 0:12         | 32:20            | 9:0 (wo)       |
| Ogniwo Sopot     | 17:14         | –            | 24:11            | 47:17          |
| AZS AWF Warszawa | 34:30         | 25:15        | –                | 33:7           |
| Budowlani Łódź   | 10:17         | 0:36         | 5:22             | –              |

Tabela końcowa:
| Pozycja | Drużyna          | Punkty razem | Bilans punktów |
| ------- | ---------------- | ------------ | -------------- |
| 1       | Ogniwo Sopot     | 40           | 499:204        |
| 2       | Lechia Gdańsk    | 40           | 566:261        |
| 3       | AZS AWF Warszawa | 38           | 464:303        |
| 4       | Budowlani Łódź   | 34           | 234:382        |

#### Rozgrywki o miejsca 5–8 i Puchar Ligi
Wyniki spotkań:
|                   | Budowlani Lublin | Budowlani Olsztyn | Pogoń Siedlce | Posnania Poznań |
| Budowlani Lublin  | –                | 9:0 (wo)          | 76:14         | 46:11           |
| Budowlani Olsztyn | 10:42            | –                 | 12:12         | 9:0 (wo)        |
| Pogoń Siedlce     | 12:41            | 16:3              | –             | 22:0            |
| Posnania Poznań   | 8:0              | 39:5              | 29:3          | –               |

Tabela końcowa (na czerwono wiersze z drużynami, która spadały w kolejnym sezonie do Serii B):
| Pozycja | Drużyna           | Punkty razem | Bilans punktów |
| ------- | ----------------- | ------------ | -------------- |
| 5       | Budowlani Lublin  | 16           | 214:55         |
| 6       | Posnania Poznań   | 11           | 87:85          |
| 7       | Pogoń Siedlce     | 11           | 79:161         |
| 8       | Budowlani Olsztyn | 8            | 39:118         |

## Seria B
Równolegle z rozgrywkami Serii A odbywała się rywalizacja w Serii B. Wzięło w niej udział dziewięć drużyn (zadebiutowała w tym sezonie Arka Gdynia). Rozgrywki toczyły się w systemie wiosna – jesień, w dwóch fazach. W pierwszej fazie drużyny podzielono na dwie grupy, w których mecze rozgrywano każdy z każdym, mecz i rewanż. Dwie najlepsze drużyny każdej grupy awansowały do baraży o awans do rozgrywek o Puchar Ligi (rozegrano dwa dwumecze, zwycięzca jednej grupy z drugim zespołem drugiej grupy i odwrotnie). Drużyny, które nie zdobyły awansu grały w końcówce sezonu o Puchar Polskiego Związku Rugby.
Tabela końcowa grup Serii B (na zielono wiersze z drużynami, która awansowały do rozgrywek o Puchar Ligi):
| Grupa I | Grupa I                | Grupa II | Grupa II            |
| Pozycja | Drużyna                | Pozycja  | Drużyna             |
| ------- | ---------------------- | -------- | ------------------- |
| 1       | Posnania Poznań        | 1        | Pogoń Siedlce       |
| 2       | Orkan Sochaczew        | 2        | Czarni Bytom        |
| 3       | Lotnik Pruszcz Gdański | 3        | Skra Warszawa       |
| 4       | Arka Gdynia            | 4        | Frogs & Co Warszawa |
|         |                        | 5        | Juvenia Kraków      |

Tabela końcowa Pucharu Polskiego Związku Rugby:
| Pozycja | Drużyna                |
| ------- | ---------------------- |
| 1       | Lotnik Pruszcz Gdański |
| 2       | Orkan Sochaczew        |
| 3       | Frogs & Co Warszawa    |
| 4       | Arka Gdynia            |
| 5       | Skra Warszawa          |
| 6       | Juvenia Kraków         |
| 7       | Czarni Bytom           |

## Inne rozgrywki
W finale Pucharu Polski Lechia Gdańsk pokonała Ogniwo Sopot 31:3. W mistrzostwach Polski juniorów zwycięstwo odniosła Pogoń Siedlce, a wśród kadetów Lechia Gdańsk. 

## Nagrody
Najlepszym zawodnikiem został wybrany przez Polski Związek Rugby Sylwester Hodura, a trenerem Stanisław Dasiuk.